# Asta Nørregaard
Asta Elise Jakobine Nørregaard (1853 – 1933) var en norsk maler, som var bedst kendt for sine portrætter.

## Liv og karriere
Hun voksede op i Kristiania (i dag Oslo) med en far, som var officer. Hun gik på Knud Bergsliens malerskole i perioden 1874-75 og var elev af Eilif Peterssen i München 1875-78 og i Oslo 1878-79. Med støtte fra Schäffers legat opholdt hun sig i Paris i perioden 1879-84. Hun studerede på Académie Trélat 1879-84 og på Académie Colarossi 1881. I Paris danner hun et tæt venskab med den svenske kunstner Hildegaard Thorell (1850-1930).
Fra 1885 var hun bosat i Oslo (Hansteensgt 2) med studierejser til Frankrig og Italien. Hun var ugift.
Nørregaard var ambitiøs og teknisk dygtig til at tilegne sig ny kundskab. Det vakte opsigt, da hun i 1882, hvor hun endnu ikke var fyldt 30 år, fik opgaven med at male en altertavle til Gjøvik kirke. Maleriet findes stadig i kirken. Efter 1890 specialiserede hun sig i at male portrætter, hvilket hun gjorde med stor teknisk dygtighed og detaljerigdom. Hun lavede mandsportrætter i oliefarver og portrætter af kvinder og børn i pastelkridt. Hun udførte portrætter af blandt andre Thomas Fearnley, hans kone Elisabeth Fearnley, Kristian Birkeland, professor Gisle Johnson og Edvard Munch.
Ved siden af Munch-portrættet og altertalven er maleriet I atelieret (1883) et af hendes meste kendte værker. 
Nørregaard modtog i 1920 Kongens fortjenstmedalje i guld.

## Eftermæle
I 2024 var tre af hendes malerier udstillet på Statens Museum for Kunst i forbindelse med udstillingen Against All Odds – Historiske kvinder og nye algoritmer. Der var tale om Bondekone fra Normadiet, Edvard Munch og Villiers le Bel.

## Udvalgt kunst
- Fransk kjøkkeninteriør, 1881
- Villiers le Bell, 1881, Nasjonalgalleriet
- Edvard Munch, 1889, Munchmuseet
- Bondekone fra Normandiet, 1889, Nasjonalgalleriet